# Electric Beat Crew
Electric Beat Crew var en östtysk hiphopgrupp bestående av Olaf Kretschmann, under artistnamnet Master K (född 27 november 1969), och Marco Birkner, under artistnamnet M.A.C. (född 28 augusti 1969).  Gruppen är känd för att ha givit ut den enda engelskspråkiga hiphopskivan i Östtyskland.
Electric Beat Crew grundades 1987 i Schulzendorf utanför Berlin, och uppträdde första gången på en svartklubb på Französische Strasse i Östberlin 1988.  Olaf Kretschmann var rappare och Marco Birkner keyboardist.
Gruppen gav ut EP:n Electric Beat Crew på skivbolaget Amiga i början av 1989, och låten Here we come blev detta år en hit bland discjockeyer i före detta Östtyskland, bland annat på grund av den regel som sade att minst 60 % av spelad musik måste vara producerad i kommunistiska länder.  Upplagan på 10 000 exemplar såldes fort slut.
Here we come var till stor del baserad på samplingar från Newcleus Jam On It och Kid Frosts Terminator.  Kretschmann inspirerades av Grandmaster Flashs hit The Message i sina rapsekvenser.
Under slutet av 1989 gavs gruppens första album, The Electric Beat Crew ut.  
Gruppen lades ned i samband med Tysklands återförening 1990, och har sedan dess endast givit ut en ny låt i samband med en samlingsskiva utgiven 1998. 
Regissören Niko Raschicks dokumentär från 2006 om breakdancekulturen i DDR använde låtnamnet Here we come som titel på dokumentären, och gruppen var även representerad på soundtracket.